# زیردریایی یو-۷۳۵
زیردریایی یو-۷۳۵ (به انگلیسی: German submarine U-735) یک زیردریایی بود که طول آن ۶۷٫۱ متر (۲۲۰ فوت ۲ اینچ) بود. این زیردریایی در سال ۱۹۴۲ ساخته شد.